# Draga, Dolina
Draga (italijansko Draga) je zaselek v občini Dolina pri Trstu, v bližini meje s Slovenijo.
Leži ob vznožju hriba Stena (442 m), v bližini katerega se nad dolino Glinščice nahajajo tudi ruševine Tabora nad Botačem, ki so ga v drugi polovici 15. stoletja zgradili prebivalci Drage za obrambo pred turškimi vpadi. Južno od kraja teče reka Glinščica, vzhodno pa na zelo kratkem odseku in blizu meje s Slovenijo teče Krvavi potok.
Nekoč znana tudi kot Draga Sant'Elia (Draga sv. Elija), ime pa je dobila po cerkvi sv. Elija v sosednjem naselju Mihele v slovenski občini Hrpelje - Kozina.
Kraj prečka tudi stara trasa železnice Trst−Hrpelje, ki je danes preurejena v kolesarsko pot.